# Høvågs kyrka
Høvågs kyrka är en församlingskyrka i Høvåg i Lillesands kommun i Agder fylke, cirka 11 kilometer sydväst om staden Lillesand. Den är kyrka för Høvågs församling som är en del av Vest-Nedenes pastorat (dekanat) i Agder og Telemarks stift. Den vita stenkyrkan byggdes i en korsformad utformning omkring år 1100 med ritningar av en okänd arkitekt. Kyrkan har plats för 400 personer.

## Historik
De tidigaste befintliga historiska uppgifterna om kyrkan går tillbaka till år 1416, men kyrkan var troligen ursprungligen en medeltida, enskeppig romansk stenkyrka byggd omkring år 1100. Kyrkan var cirka 10 meter lång när den byggdes.
År 1767 utvidgades kyrkan genom att bygga till i både östra och västra änden av byggnaden, vilket ungefär fördubblade byggnadens längd. År 1828 renoverades och utvidgades kyrkan genom att en flygel tillfördes i norr som blev kyrkans huvudskepp med korsarmar åt öster och väster. Byggnadens nya utformning fick då koret placerat i skärningspunkten mellan den T-formade kyrkans tre flyglar. Samtidigt tillkom även en sakristia längs byggnadens södra sida. År 1831 utvidgades kyrkan igen mot väster, genom att lägga till en träkonstruktion med ett klocktorn på toppen.
Omkring år 1900 fick kyrkan en ny entréveranda i slutet av den norra korsarmen. Detta lilla tillskott beskrevs 1912 som förfallet och 1913 revs det och byggdes upp igen. Interiören ändrades väsentligt omkring 1900. År 1960 omvandlades tillbyggnaden från 1831 (under tornet) till mötesrum och dopsakristia och 1998 byggdes ett toalettrum vid södra sidan.

## Inventarier
- Predikstolen är från omkring år 1660.[7]
- Ett votivskepp som är en fregatt i miniatyr skänktes till kyrkan 1834 av Abraham Halvorsen.[7]
- Orgeln är från 1966.[7]

### Altartavla
Altartavlan är en triptyk från ca 1620 av en okänd konstnär. Den representerar tro, hopp och kärlek. Den mittersta delen av altartavlan representerar den uppståndne Kristus (kärleken). Till vänster står kvinnan Fides (tro) med ett kors och en lime i händerna. Kvinnan till höger är Spec (hopp) som har en fågel i handen.

## Galleri

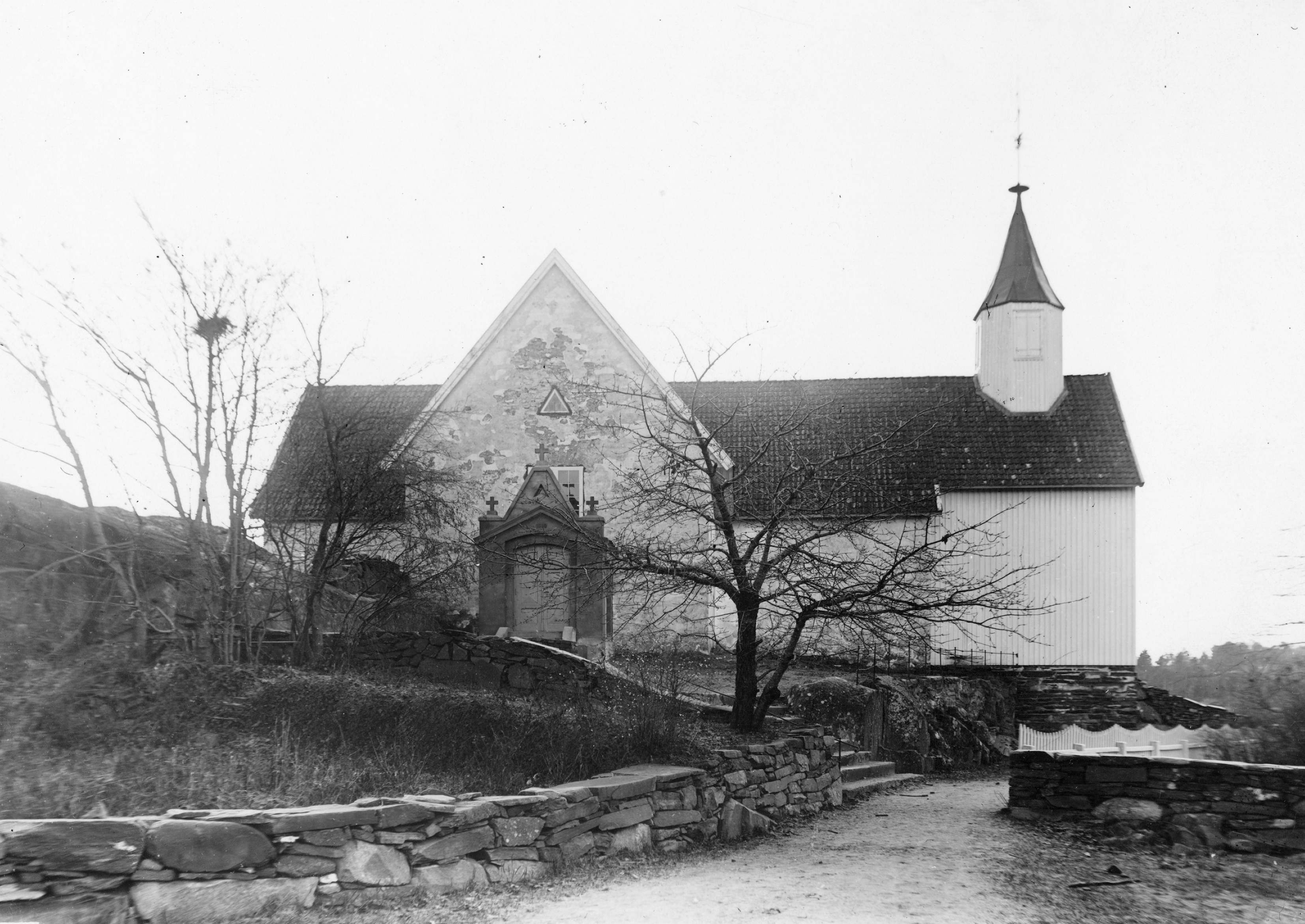
Historisk vy av byggnaden
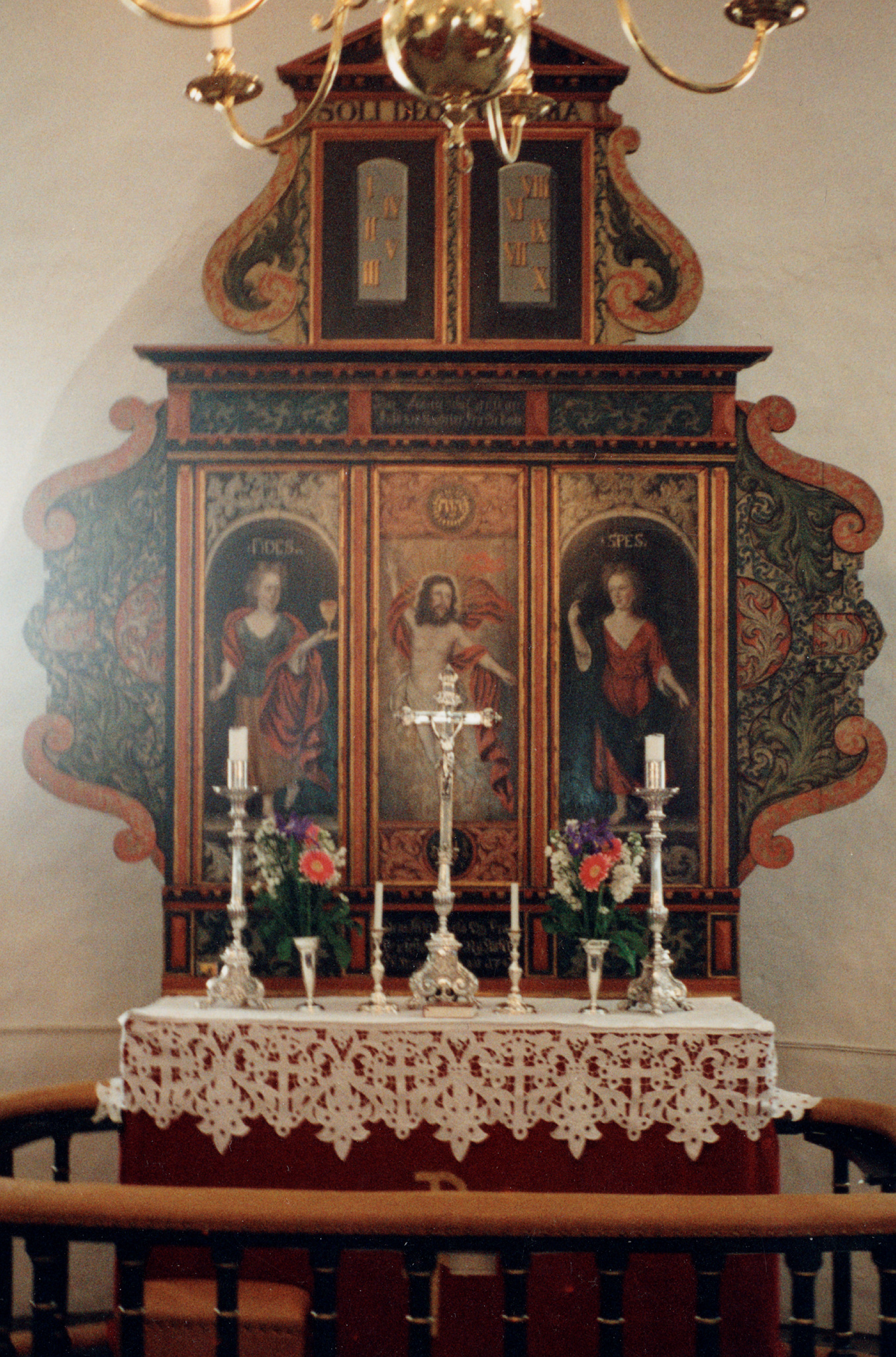
Bild av altartavlan